# Chữ Brahmi

Một số chữ Brahmi

Brahmi là tên gọi ngày nay cho một trong những chữ viết lâu đời nhất được sử dụng trên Tiểu lục địa Ấn Độ và Trung Á, trong những thế kỷ cuối trước Công nguyên và những thế kỷ đầu Công nguyên. Như các chữ viết đương đại của nó, chữ Kharosthi, được sử dụng trong những khu vực nay là Afghanistan, Pakistan và Bắc Ấn Độ, chữ Brahmi là một abugida. Các chữ khắc Brahmi nổi tiếng nhất là các chiếu thư Ashoka khắc trên đá ở trung bộ miền bắc Ấn Độ, có niên đại đến 250-232 trước Công nguyên.
Các chữ khắc này đã được giải mã vào năm 1837 bởi James Prinsep, một nhà khảo cổ học, nhà ngữ văn, quan chức Công ty Đông Ấn Anh. Nguồn gốc của chữ viết này vẫn còn gây nhiều tranh cãi, với quan điểm học thuật phương Tây hiện nay nói chung đồng ý (với một số trường hợp ngoại lệ) rằng chữ Brahmi được bắt nguồn từ hoặc ít nhất là bị ảnh hưởng bởi một hoặc nhiều hơn hơn bởi chữ Semit đương đại nhưng một luồng ý kiến mạnh ở Ấn Độ ủng hộ ý kiến rằng chữ Brahmi có mối liên hệ với hệ thống chữ Indus chưa giải mã được.
| Bảng Unicode chữ Brahmi Official Unicode Consortium code chart Version 13.0 |   |   |   |   |   |   |   |   |   |   |   |   |   |   |   |     |
|                                                                             | 0 | 1 | 2 | 3 | 4 | 5 | 6 | 7 | 8 | 9 | A | B | C | D | E | F   |
| U+1100x                                                                     | 𑀀  | 𑀁  | 𑀂  | 𑀃 | 𑀄 | 𑀅 | 𑀆 | 𑀇 | 𑀈 | 𑀉 | 𑀊 | 𑀋 | 𑀌 | 𑀍 | 𑀎 | 𑀏   |
| U+1101x                                                                     | 𑀐 | 𑀑 | 𑀒 | 𑀓 | 𑀔 | 𑀕 | 𑀖 | 𑀗 | 𑀘 | 𑀙 | 𑀚 | 𑀛 | 𑀜 | 𑀝 | 𑀞 | 𑀟   |
| U+1102x                                                                     | 𑀠 | 𑀡 | 𑀢 | 𑀣 | 𑀤 | 𑀥 | 𑀦 | 𑀧 | 𑀨 | 𑀩 | 𑀪 | 𑀫 | 𑀬 | 𑀭 | 𑀮 | 𑀯   |
| U+1103x                                                                     | 𑀰 | 𑀱 | 𑀲 | 𑀳 | 𑀴 | 𑀵 | 𑀶 | 𑀷 | 𑀸  | 𑀹  | 𑀺  | 𑀻  | 𑀼  | 𑀽  | 𑀾  | 𑀿    |
| U+1104x                                                                     | 𑁀  | 𑁁  | 𑁂  | 𑁃  | 𑁄  | 𑁅  | 𑁆  | 𑁇 | 𑁈 | 𑁉 | 𑁊 | 𑁋 | 𑁌 | 𑁍 |   |     |
| U+1105x                                                                     |   |   | 𑁒 | 𑁓 | 𑁔 | 𑁕 | 𑁖 | 𑁗 | 𑁘 | 𑁙 | 𑁚 | 𑁛 | 𑁜 | 𑁝 | 𑁞 | 𑁟   |
| U+1106x                                                                     | 𑁠 | 𑁡 | 𑁢 | 𑁣 | 𑁤 | 𑁥 | 𑁦 | 𑁧 | 𑁨 | 𑁩 | 𑁪 | 𑁫 | 𑁬 | 𑁭 | 𑁮 | 𑁯   |
| U+1107x                                                                     |   |   |   |   |   |   |   |   |   |   |   |   |   |   |   | BNJ |